# Animal (album de Fakear)
Pour les articles homonymes, voir Animal (homonymie).
Albums de Fakear
Washin' Machine
(2012)
Animal est le deuxième album de Fakear sorti le 3 juin 2016.

## Titres
| No  | Titre                | Durée |
| --- | -------------------- | ----- |
| 1.  | Sheer-Khan           | 3:45  |
| 2.  | Silver               | 3:33  |
| 3.  | Animal               | 3:38  |
| 4.  | La lune rousse       | 3:47  |
| 5.  | My Own Sun           | 4:31  |
| 6.  | Jonnhae              | 3:41  |
| 7.  | Red Lines            | 5:28  |
| 8.  | Le chant du monde    | 4:45  |
| 9.  | De La Luz            | 4:09  |
| 10. | Lessons              | 3:27  |
| 11. | La belle âme         | 3:41  |
| 12. | Ankara               | 3:32  |
| 13. | Light Bullet         | 3:08  |
| 14. | Leaving Tokyo        | 4:26  |
| 15. | Mamaha (Energy Song) | 4:04  |
| 16. | Rise                 | 5:03  |
| 17. | Song For Jo          | 3:25  |

## Classement
| 17 |